# Sexcrime (Nineteen Eighty-Four)
Sexcrime (Nineteen Eighty-Four) ist ein Synthie-Pop-Lied des britischen Pop-Duos Eurythmics. Es gehört zum Soundtrack des Films 1984. Die Singleveröffentlichung des Liedes erhielt in Großbritannien Silber-Status für mehr als 200.000 verkaufte Einheiten.

## Musik und Text
Sexcrime (Nineteen Eighty-Four) ist ein schneller Dance-Song. Er basiert auf einer Synthesizer-Melodie, welche mit Samples versetzt ist. Der Gesang von Annie Lennox wird mit Hilfe eines Vocoders verfremdet. Sexcrime ist ein Begriff aus dem Neusprech, der von Orwell in seiner Romanvorlage verwendeten modifizierten Variante der englischen Sprache. Das Wort steht in irreführender Weise für Liebe, die von der Regierung Ozeaniens zur Straftat (crime, deutsch: Straftat) erklärt wurde.

## Veröffentlichung
Das Lied wurde zuerst auf dem Album 1984 (For the Love of Big Brother) in einer 3:57 Minuten langen Fassung veröffentlicht. Im November erschien die Albumversion als Single, auf der B-Seite befindet sich I Did It Just the Same. Weiterhin erschien eine Maxi-Single mit einer 7:55 Minuten langen Fassung. Virgin Records veröffentlichte 1985 eine Maxi-CD, auf der sich neben der Langversion von Sexcrime eine 6:35 Minuten lange Maxiversion von Julia befand, 1988 erschienen sämtliche 1984 auf Schallplatte veröffentlichten Remixe ebenfalls als CD.
Während die Single in Europa ein kommerzieller Erfolg wurde, konnte sie auf dem US-amerikanischen Markt die Erwartungen nicht erfüllen, da sich die meisten großen Radiosender weigerten, das Lied wegen seines „anrüchigen Inhalts“ zu spielen.

## Coverversionen
- 1989: Video Kids
- 1996: Dario G
- 1997: Everything but the Girl
- 2009: 2 Unlimited